# Fight Valley
Fight Valley è un film del 2016 diretto da Rob Hawk. 

## Trama
La ventiduenne Tori Coro viene coinvolta in un combattimento clandestino a Camden. Al ritrovamento del suo cadavere abbandonato nel bosco, iniziano a circolare voci secondo cui Tori sarebbe morta a Fight Valley, un quartiere frequentato dai combattenti. La sorella di Tori, Windsor, decide quindi di trasferirsi in città per indagare sull'accaduto. Nel frattempo, Jabs, una combattente proprietaria di una palestra, accetta di addestrare la ragazza per vendicare la morte della sorella.

## Accoglienza
Il film ha ricevuto recensioni miste.